# Die Frau seiner Träume
Die Frau seiner Träume (Originaltitel: Haven) ist die elfte Episode der ersten Staffel der US-amerikanischen Science-Fiction-Fernsehserie Raumschiff Enterprise – Das nächste Jahrhundert. Sie wurde in den Vereinigten Staaten über Syndication vermarktet und erstmals am 30. November 1987 auf verschiedenen Fernsehsendern ausgestrahlt. In Deutschland erschien sie zum ersten Mal im Februar 1989 in einer synchronisierten Fassung auf VHS. Im deutschen Fernsehen war sie zum ersten Mal am 16. November 1990 in einer zweiten Synchronfassung im ZDF zu sehen.

## Handlung
Im Jahr 2364 bei Sternzeit 41294.5 fliegt die Enterprise zum Planeten Haven, der für seine Schönheit und Friedfertigkeit bekannt ist und dem von manchen mystische Heilkräfte zugeschrieben werden. Die Mannschaft hat eigentlich vor, dort zu entspannen, doch Counselor Deanna Troi erhält eine unerwartete Geschenkebox, die Gäste ankündigt: Deannas Mutter Lwaxana und die Familie Miller sollen in Kürze eintreffen, damit die Hochzeit zwischen Deanna Troi und Wyatt Miller, die nach betazoidischer Sitte bereits im Kindesalter einander versprochen worden waren, nun stattfinden kann. Troi hatte insgeheim gehofft, dass ihre Arbeit auf einem Sternenflottenraumschiff zur Auflösung der Verlobung führen würde. Stattdessen wird nun von ihr erwartet, die Enterprise zu verlassen und bei ihrem zukünftigen Mann zu leben. Auch der erste Offizier William Riker, der einst eine kurze Beziehung mit Troi hatte und immer noch Gefühle für sie hegt, tut sich schwer mit dieser unerwarteten Situation.
Die Millers sind Freunde von Trois verstorbenem menschlichen Vater. Als sie an Bord beamen, gibt es einen herzlichen Empfang und ein freundliches, aber verhaltenes erstes Kennenlernen zwischen Troi und Wyatt Miller, bei dem Troi spürt, dass sie nicht die Frau ist, die Wyatt erwartet hat. Erst als die Millers den Transporterraum verlassen haben, lässt sich auch Trois betazoidische Mutter Lwaxana an Bord beamen. Sie nimmt sofort Captain Picard in Beschlag und redet ununterbrochen, während er sie zu ihrem Quartier begleitet. Als sie schließlich unter sich sind, erfährt Troi von ihrer Mutter, dass es Wyatts Vater war, der auf der Hochzeit bestand.
Auf der Brücke der Enterprise geht unterdessen eine Nachricht von Haven ein: Ein unbekanntes Raumschiff ist in das Sternensystem eingedrungen. Da der Planet über keinerlei Verteidigungssystem verfügt, bittet die erste Elektorine Valeda Innis Picard um Beistand. Das Schiff wird schließlich als tarellianisch identifiziert und das bedeutet Probleme. Die Tarellianer sind eine menschenähnliche Spezies, die mit biologischen Waffen untereinander Krieg geführt hatte. Schließlich geriet ein Virus außer Kontrolle und infizierte die gesamte Bevölkerung. Die Überlebenden wurden gejagt, damit sich die Krankheit nicht auf anderen Welten verbreitet. Seit acht Jahren gelten die Tarellianer als ausgestorben.
Troi stattet Wyatt einen Besuch ab und erfährt, dass er Arzt ist. Außerdem ist er künstlerisch begabt. Er zeigt Troi verschiedene Zeichnungen einer Frau, die ihm immer wieder im Traum erschienen ist. Da Troi als Halb-Betazoidin empathisch veranlagt ist, hatte er irrtümlich angenommen, sie habe ihm diese gedanklichen Bilder gesandt.
Da das tarellianische Schiff noch mehrere Stunden entfernt ist, gibt es zunächst einen feierlichen Empfang für die Gäste. Lwaxana Troi und die Millers verstehen sich nicht besonders gut und ergehen sich in kleinlichem Gezänk. Lwaxana besteht auf einer Hochzeit nach betazoidischer Tradition, bei der alle Anwesenden nackt sein müssen, was die Millers entrüstet ablehnen. Deanna ist von den Streitereien schließlich so angewidert, dass sie den Empfang vorzeitig verlässt. Sie flüchtet sich aufs Holodeck, wo sie ein kurzes Gespräch mit Riker führt. Schließlich informiert Wyatt sie darüber, dass sich ihre Eltern auf einen Kompromiss geeinigt haben. Die beiden finden nun allmählich zueinander und küssen sich.
Das tarellianische Schiff reagiert währenddessen auf keine Rufe und Valeda Innis fleht Picard an, es zu zerstören, bevor es Haven erreicht. Die Enterprise richtet schließlich einen Traktorstrahl auf das Schiff, um es am Weiterflug zu hindern. Schließlich antworten die Tarellianer und ihr Anführer Wrenn erklärt, dass er und seine sieben Begleiter die letzten Überlebenden ihres Volkes seien. Sie haben nur den Wunsch, sich an einem unbewohnten Strand auf Haven niederzulassen und dort den Rest ihrer Tage zu verbringen. Troi ist erstaunt, denn in einer der Tarellianerinnen erkennt sie sofort die Frau auf Wyatts Zeichnung. Es ist Wrenns Tochter Ariana und als Wyatt die Brücke betritt, erkennen beide sofort einander. Picard kann den Tarellianern nicht gestatten, Haven zu betreten, doch er verspricht, ihnen Medikamente zu liefern. Wyatt hilft Schiffsärztin Crusher bei der Zusammenstellung eines Hilfspakets. Als er es in den Transporterraum bringt, lässt er heimlich ein Betäubungsmittel mitgehen, das er dem Transporterchief injiziert. Daraufhin beamt er sich selbst auf das tarellianische Schiff. Wyatt erklärt der Besatzung der Enterprise, er habe vor, bei Ariana zu bleiben und nach einem Heilmittel für ihr Volk zu suchen. Die Tarellianer werden dafür Haven nicht betreten, sondern ihre Reise fortsetzen.

## Verbindungen zu anderen Star-Trek-Produktionen
Einige Elemente aus dieser Folge wurden in späteren Star-Trek-Produktionen wieder aufgegriffen:
- Die betazoidischen Hochzeitsgebräuche sind Thema in mehreren weiteren Folgen von Raumschiff Enterprise – Das nächste Jahrhundert und Star Trek: Deep Space Nine.
- In der animierten Serie Star Trek: Lower Decks ist in zwei Folgen eine betazoidische Geschenkebox zu sehen.

## Produktion

### Drehbuch
Der Titel von Lan O’Kuns ursprünglicher Geschichte lautete Love Beyond Time And Space. Ein späterer Arbeitstitel lautete Eye of the Beholder, der aber verworfen wurde, da es bereits in der Vorgängerserie Die Enterprise eine Folge mit dem Titel The Eye of the Beholder (deutsch: Auf der Suche nach Überlebenden) gab. In der siebenten Staffel wurde aber dennoch eine Folge mit dem Titel Eye of the Beholder (deutsch: Der Fall “Utopia Planitia”) produziert.
Laut Star-Trek-Schöpfer Gene Roddenberry war die Figur der Lwaxana Troi von Mame Dennis aus dem Film Die tolle Tante (Auntie Mame) von 1958 inspiriert.
Für die endgültige Fassung war Tracy Tormé verantwortlich, der die Geschichte in Haven umbenannte. Hier griffen erneut – wie bereits in Die geheimnisvolle Kraft – zwei vollkommen unterschiedliche Handlungsstränge – Deannas Vermählung und das verseuchte Schiff – ineinander. Diese Methodik wurde in der Serie zunehmend zum Konzept, um Science-Fiction-Elemente in eine an und für sich vollkommen normale Alltagshandlung einzufügen, was im weiteren Verlauf der Serie den Typus einer Seifenoper aufstempeln sollte.

### Regie
Die Frau seiner Träume war Richard Comptons einzige Regiearbeit im Star-Trek-Franchise. In der Vorgängerserie Raumschiff Enterprise hatte er als Schauspieler mitgewirkt und trat in zwei Folgen in kleineren Nebenrollen auf.

### Darsteller
Majel Barrett hat in dieser Folge ihren ersten Auftritt als Lwaxana Troi. Sie spielte diese Rolle noch in fünf weiteren Folgen von Raumschiff Enterprise – Das nächste Jahrhundert und in drei Folgen von Star Trek: Deep Space Nine. Zuvor hatte Barrett bereits in dem 1965 produzierten, aber damals nicht ausgestrahlten Star-Trek-Pilotfilm Der Käfig die erste Offizierin der USS Enterprise NCC 1701, Nummer Eins, und in mehreren Folgen von Raumschiff Enterprise und Die Enterprise sowie zwei Spielfilmen die Krankenschwester Christine Chapel gespielt. In Die Enterprise sprach sie außerdem die Nebenfigur Lieutenant M’Ress und zahlreiche Gastrollen. Bis 2009 sprach sie zudem in insgesamt sechs Star-Trek-Serien und fünf Kinofilmen die Föderations-Computerstimme.
Carel Struycken hat hier seinen ersten von fünf Auftritten als Mr. Homn. Die Frau seiner Träume ist die einzige Folge, in der er etwas sagt. Struycken spielte außerdem eine Nebenrolle in Folge 2.23 (Das Ultimatum) von Star Trek: Raumschiff Voyager aus dem Jahr 1996. Zuvor war er in dem Star-Wars-Film Kampf um Endor zu sehen. Ted Cassidy, der in der Folge Der alte Traum der Originalserie Raumschiff Enterprise mitgespielt hatte, war die Vorlage für Mr. Homn. Sowohl Cassidy als auch Struycken übernahmen die Rolle des Lurch in verschiedenen Adaptionen der Addams Family.
Robert Knepper, Darsteller von Wyatt Miller, spielte auch einen Vaadwaur in Folge 6.07 (Die Zähne des Drachen) der Serie Star Trek: Raumschiff Voyager aus dem Jahr 1999.
Robert Ellenstein, Darsteller von Steven Miller, spielte auch den Föderationspräsidenten im Spielfilm Star Trek IV: Zurück in die Gegenwart aus dem Jahr 1986.
Für Anna Katarina, Darstellerin von Valeda Innis, war dies ihre erste Schauspielrolle in einer Fernsehproduktion.
Raye Birk, Darsteller von Wrenn, spielte auch einen Son’a-Arzt im Spielfilm Star Trek: Der Aufstand von 1998.
Armin Shimerman wurde für seine Darstellung der betazoidischen Geschenkebox nicht in den Credits der Folge genannt, obwohl es sich um eine Sprechrolle handelte. In Produktionsreihenfolge war dies sein erster Auftritt in einer Star-Trek-Produktion. In der später produzierten, aber früher ausgestrahlten Episode Der Wächter spielte er den Ferengi Letek. Zwischen 1993 und 1999 spielte er in der Serie Star Trek: Deep Space Nine die Hauptfigur Quark, der ebenfalls ein Ferengi ist.
Neben Der Ehrenkodex ist dies eine der beiden Folgen der Serie, in denen Worf (Michael Dorn) keinen Auftritt hat. Mit Wesley Crusher (Wil Wheaton) hat in dieser Folge noch eine zweite Hauptfigur keinen Auftritt.

### Kulissen
In Produktionsreihenfolge ist dies die erste Folge, in der der Speisesaal der Enterprise D zu sehen ist. Es handelt sich zugleich um die einzige größere Nutzung dieser Kulisse. Sie ist ansonsten nur noch kurz in der später produzierten, aber früher ausgestrahlten Folge Der Reisende zu sehen. In späteren Folgen wurde für feierliche Anlässe die Bar „Zehn Vorne“ genutzt, die aber erst am Beginn der zweiten Staffel eingeführt wurde.

### Modelle
Das von Andrew Probert entworfene Modell des tarellianischen Raumschiffs wurde später in modifizierter Form in mehreren Folgen von Raumschiff Enterprise – Das nächste Jahrhundert, Star Trek: Deep Space Nine und Star Trek: Raumschiff Voyager für Raumschiffe anderer Völker wiederverwendet.

### Fehler
In Die Frau seiner Träume wird gesagt, dass Deanna Troi ihre Mutter schon lange nicht mehr gesehen habe. In der vorangegangenen Folge Rikers Versuchung wurde Trois Abwesenheit allerdings mit einem Familienbesuch auf Betazed erklärt. Dieser Widerspruch entstand dadurch, dass Die Frau seiner Träume bereits vor Rikers Versuchung produziert, aber erst danach ausgestrahlt wurde.

## Adaptionen
Das Hörspiel-Label Karussell veröffentlichte 1990 eine MC mit der leicht gekürzten deutschen Tonspur von Die Frau seiner Träume, die an einigen Stellen mit eingesprochenen Erklärungen ergänzt wurde.

## Rezeption
Die Folge wurde 1988 für einen Primetime Emmy Award in der Kategorie „Beste Leistung in der Frisur für eine Serie“ nominiert.
Keith DeCandido bewertete Die Frau seiner Träume 2011 auf tor.com als eine äußerst schlechte Folge von Raumschiff Enterprise – Das nächste Jahrhundert. Positiv hob er lediglich die großartige Schauspielleistung von Majel Barrett hervor. Ansonsten fand er die Geschichte von Die Frau seiner Träume äußerst vorhersehbar und den Humor recht infantil. Problematisch fand er das Frauenbild, das die Folge vermittelte. Dass es als selbstverständlich hingenommen wird, dass Deanna Troi nach ihrer Hochzeit die Enterprise verlassen muss, um ihrem Mann zu folgen, entspricht einem Rollenbild, das bereits zum Produktionszeitpunkt der Folge als überholt galt und in der Gesellschaft des 24. Jahrhunderts, wie sie in der Serie gezeigt wird, noch absurder wirkt.